# Brandy Reed
Brandy Carmina Reed (San Francisco, 17 febbraio 1977) è un'ex cestista statunitense, professionista nella WNBA.

## Carriera
È stata selezionata dalle Phoenix Mercury al terzo giro del Draft WNBA 1998 (28ª scelta assoluta).